# Iggy Arbuckle
Iggy Arbuckle este un desen animat canadian, câștigător al premiului Gemini, ce a avut premiera, în Canada, pe Teletoon în iunie 2007. Bazat pe o rubrică de benzi desenate din revista National Geographic Kids, serialul a fost creat de Guy Vasilovich, iar acțiunea se centrează pe un porcușor (Iggy Arbuckle) ce este și pădurarul zonei și încearcă să protejeze mediul înconjurător al parcului fictiv Kookamunga National Park.

## Acțiunea
Serialul are loc în fictivul parc național „Kookamunga” (prescurtat „Kook”). Cel ce are grijă de parc este un porcușor alb numit Iggy Arbuckle, care este și inițiatorul „Porcușorilor Vânători”, un tip fictiv de vânători-pădurari. El este acompaniat de un castor numit Jiggers, și el făcând parte din „Porcușorii Vânători”.
Inamicul lui Iggy este un somn (pește) numit Stu, ce mereu  încearcă să se folosească de Kookamunga pentru a se îmbogăți. Majoritatea episoadelor se centrează asupra eforutilor lui Iggy și Jiggers de a salva ecosistemul de Stu.